# ホンダ・オルティア
オルティア（ORTHIA）は、本田技研工業がかつて生産、販売していたステーションワゴン型の小型乗用車である。

## 概要
6代目シビック（EK型）のプラットフォームをベースとし、リアオーバーハングを200 mm程度延長し荷室を拡大、ルーフレール、ガラスハッチやフォグランプ（2.0 Lモデル）などが装備された。プラットフォームは初代CR-Vとも共用である。
エンジンは同じくEK型のプラットフォームを共有するCR-Vに搭載されていたB20B型とB18B型の2種類。トランスミッションは発表時点では2.0Lが4速ATのみで、1.8 Lには4速ATの他に5速MTも用意された。その後、マイナーチェンジの際に2.0 Lにも5速MTが追加された。
4WDは「リアルタイム4WD」と称するスタンバイ式で、ホンダ独自の「デュアルポンプシステム」が搭載された。通常走行はFFで、雪道などで前輪が空転し、後輪の回転数を上回った場合に発生する油圧でクラッチをつなぎ、後輪に駆動力を伝達する。スポーティ走行より、生活四駆的な性格のシステムである。
メーカーオプションで、ホンダナビゲーションシステムも設定された。
オルティアの車体を使った商用車（ライトバン）のパートナーもあり、オルティアの生産終了後も2006年（平成18年）2月まで生産されていた。同年3月、パートナーはモデルチェンジでフィットの派生車であるエアウェイブがベースとなり、車格が1ランク下がった。

## 搭載エンジン
B20B型
- エンジン種類：水冷直列4気筒横置き
- 弁機構：DOHCベルト駆動 吸気2 排気2
- 排気量：1,972cc
- 内径×行程：84.0mm×89.0mm
- 圧縮比：9.2 → 9.6
- 最高出力：145PS/6,200rpm → 150PS/6,300rpm
- 最大トルク：18.2kgf·m/5,200rpm → 18.8kgf·m/4,500rpm
- 燃料供給装置形式：電子制御燃料噴射式（PGM-FI）
- 使用燃料種類：無鉛レギュラーガソリン
- 燃料タンク容量(FF)：52L
- 燃料タンク容量(4WD)：53L

B18B型
- エンジン種類：水冷直列4気筒横置き
- 弁機構：DOHCベルト駆動 吸気2 排気2
- 排気量：1,834cc
- 内径×行程：81.0mm×89.0mm
- 圧縮比：9.2
- 最高出力：140PS/6,300rpm
- 最大トルク：17.4kgf·m/5,200rpm
- 燃料供給装置形式：電子制御燃料噴射式（PGM-FI）
- 使用燃料種類：無鉛レギュラーガソリン
- 燃料タンク容量：B20B型(FF)を参照

## 初代 EL1/2/3型（1996年-2002年）
1996年2月21日
4代目シビックのバリエーションであったシビックシャトルの実質的後継車として発表（発売は3月1日）。発売当初は「2.0GX-S(4WD)」「2.0GX(FF/4WD)」「GX(1.8L FF)」の構成であった。
販売店はベルノ店とプリモ店で、ベルノ店は「オルティアV」、プリモ店は「オルティアP」と称し、前者は「フォグランプが丸型、リアコンビランプのウィンカーがアンバー」の設定、後者は「フォグランプが角型、リアコンビランプのウィンカーがクリア」の差異がある。発売当初は月産5,000台をクリアするほど好調な滑り出しであった。
1996年2月29日
フロントフェイスを共用するインテグラSJが発表され、同じく3月1日より販売された。フロントバルクヘッド以後は、半年前に登場した2代目シビックフェリオ（EK型）の物を流用した。
1996年3月14日
姉妹車であるライトバンのパートナー（初代）が発表された（発売は翌3月15日）。
1997年2月13日
マイナーチェンジ。ABSとSRSエアバッグ（運転席・助手席）を標準装備の上、新色を追加した。
また、オルティアVとオルティアPが車名を「オルティア」に一本化。外装などはオルティアVのものを踏襲している。
1998年1月22日
マイナーチェンジ。「2.0GXエアロ」など、エアロパーツを標準装備したスポーティグレードを追加した。
1999年6月17日
マイナーチェンジ。エンジンは出力が150PSに向上した2.0Lに一本化され、車高を15mmさげたスポーティグレードの「Sタイプ」を追加した。フロントグリルをホンダの高級車と同じ五角形タイプに変更し、テールゲートおよびテールランプの形状も変更された。
内装については、EK型シビック後期モデル同様、センターコンソールが2DIN対応とされ、カップホルダーも500mlペットボトルが入れられるように改良された。
2000年9月に行われたシビックのフルモデルチェンジ後も継続生産されてきたが、派生車種であったストリームの登場やステーションワゴン市場の冷え込み、エンジンが環境基準に適合できなくなったことなどを理由に、2002年1月に生産終了後、同年10月  に在庫対応分が完売し、販売を終了した。これにより、2005年4月に、後に2代目パートナーの姉妹車となるエアウェイブが発売されるまで、ホンダのラインナップから5ナンバークラスのステーションワゴンがなくなった。姉妹車の初代パートナーは2006年まで生産・販売された。新車登録台数の累計は9万3830台

## 車名の由来
- ギリシャ神話に登場する子供の守り神とされた「実りの女神」の名前から。